# Arrive
Pour les articles homonymes, voir Arrive (homonymie).
Arrive est une ancienne commune française du département des Pyrénées-Atlantiques. Le 12 mai 1841, la commune fusionne avec Saint-Gladie et Munein pour former la nouvelle commune de Saint-Gladie-Arrive-Munein.

## Géographie
Le village est situé au sud de Sauveterre-de-Béarn.

## Toponymie
Le toponyme Arrive apparaît sous les formes 
Arive (1385, censier de Béarn), 
Arribe, Aribe, Arriba et Ribbe (respectivement 1538, 1546 et 1548 pour les deux dernières formes, réformation de Béarn) et 
Arrive sur la carte de Cassini (fin XVIIIe siècle).
Michel Grosclaude indique que le toponyme est d’origine gasconne, arriba (du latin ripam) désignant une « terre en bordure d’un cours d’eau ».
Son nom béarnais est Arriva.

## Histoire
En 1385, Arrive dépendait du bailliage de Sauveterre.

## Démographie
En 1385, Arrive comptait 9 feux.
| 1793 | 1800 | 1806 | 1821 | 1831 | 1836 |
| ---- | ---- | ---- | ---- | ---- | ---- |
| 126  | 131  | 125  | 153  | 133  | 154  |

## Pour approfondir